# フランツ・フォン・リスト

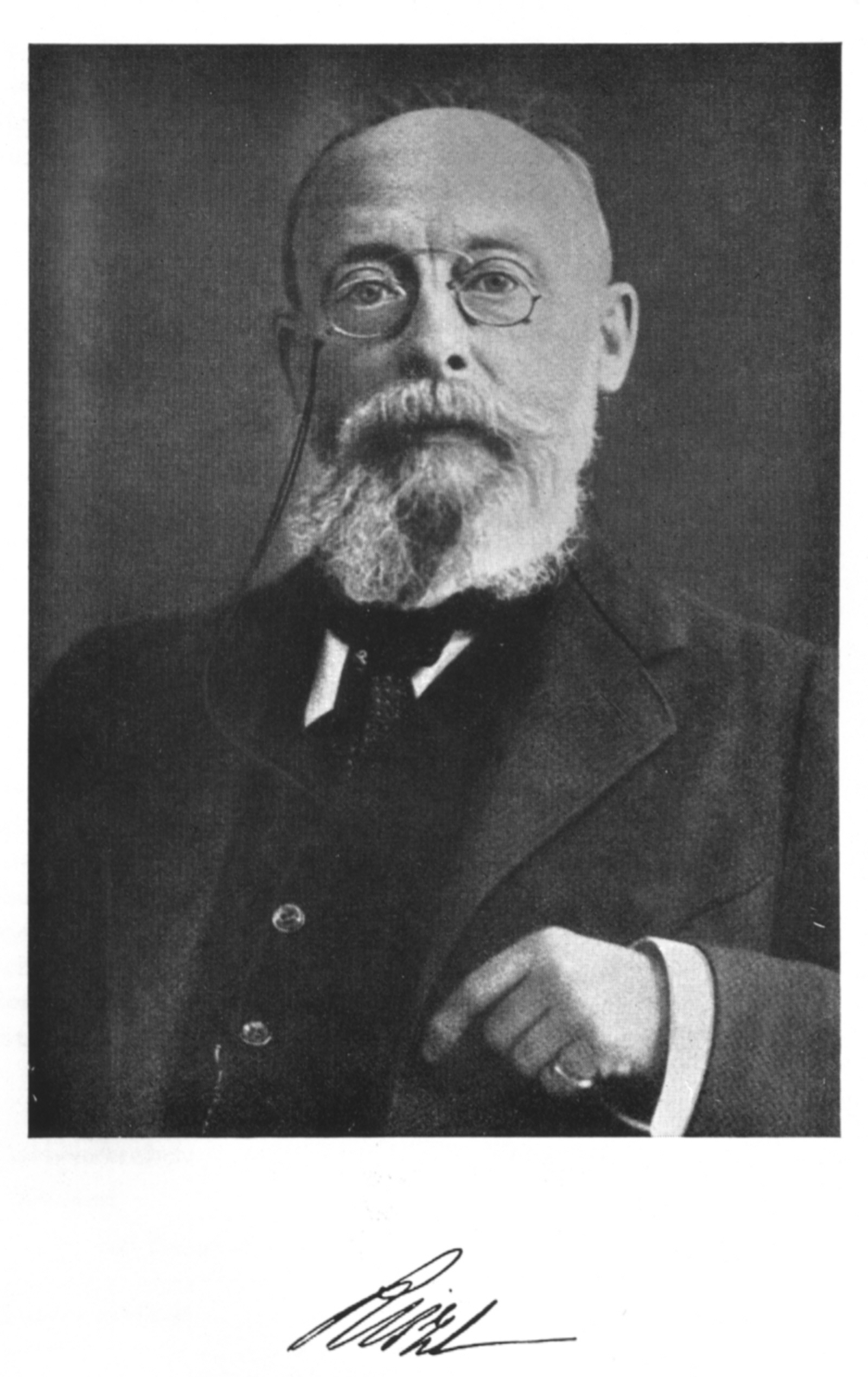
Franz von Liszt

フランツ・エードゥアルト・フォン・リスト（Franz Eduard von Liszt、1851年3月2日  - 1919年6月21日）は、ドイツの刑法学者。エードゥアルト・フォン・リストの息子で、伯父に音楽家のアーダム・リスト、従兄におなじく著名な音楽家のフランツ・リストがいる。
チェーザレ・ロンブローゾに始まる古典的刑法学批判に社会学的観点を加え、近代学派を完成させた。 
「最良の刑事政策とは最良の社会政策である」の名言を残し、救貧を始めとした社会環境の改善が犯罪を抑止するのに最も有効であると説いた。

## 経歴
1851年3月2日 ウィーンにオーストリア系ハンガリー人の家系として生まれる（民族としてはブルゲンラント地方に定住したドイツ系である）。
1869年からウィーン大学で法学を学んだ。1874年に博士号を取得した後、ゲッティンゲン大学で研究を続けた。
1875年にグラーツ大学で教授資格を取得し、1879年にギーセン大学の教授となった。その後、マールブルク大学、ハレ大学で教鞭をとり、1899年、ベルリン大学の教授となる。
マールブルク大学教授であった1899年、ブリュッセル大学教授のアドルフ・プリンスとアムステルダム大学教授のG・A・ハメルと共に、国際刑事学協会（Internationale Kriminalistische Vereinigung、1889年 - 1933年）を設立した。
1916年 大学を退職、1919年6月21日 ヘッセン州南部ゼーハイムにて死亡した。

## 学問的立場
目的刑論の提唱者であり、近代学派の代表的な論者である。また、刑法学、刑事訴訟法学、犯罪学、刑事政策学等を統合した「全刑法学」を構想したことで知られる。
イェーリングの功利主義的目的思想を受け継ぎ、また、実証主義的立場から、刑罰自体に必然性と合目的性を具備しなければならないと主張した（目的刑論）。そして、古典学派が理論的前提とする自由意思論を否定し、犯罪を「個人的原因（遺伝的素質）」と「社会的原因（社会的環境）」の産物と考えた。すなわち、犯罪は、これらの原因によって引き起こされた、自由意思を持たない行為者による必然的行為であるから、刑罰の対象は、行為者の反社会性（危険性）であり、「罰せられるべきは、行為ではなく行為者である」と説いた（主観主義、行為者主義）。ここでは、処罰の要件となる犯罪行為は、行為者の反社会的性格を認識するための徴表にすぎない（犯罪徴表説）。
また、刑罰は犯罪防止（特に特別予防）を目的とするものであるから、刑罰を科すにあたっては、犯罪者の危険性の強弱に応じて威嚇、改善、排害のいずれかを採るべきとする「刑罰の個別化」を説いた。すなわち、偶発的犯罪者や機会犯罪者に対しては威嚇刑、改善可能な犯罪者に対しては改善刑、改善不可能な犯罪者に対しては死刑や終身刑を課すべきとする。さらに、執行猶予制度の採用、短期自由刑の廃止、保安処分の導入等を主張した。
このように、刑罰論において主観主義的刑罰論を提唱したが、その一方で、刑事政策の限界としての刑法の自由保障機能を重視している。犯罪論においては、違法と責任を峻別し、違法の実質を法益侵害に求めるなど客観主義を堅持していた。
リストが目的刑論を提唱して以来、ビンディングやビルクマイヤーら古典学派との間で激しい理論的闘争が展開されることになる。これがいわゆる「学派の争い」である。

## 著述
- Liszt-Schmidt (1932). Lehrbuch des deutschen Strafrechts. Gruyter